# Roberta Angelilli

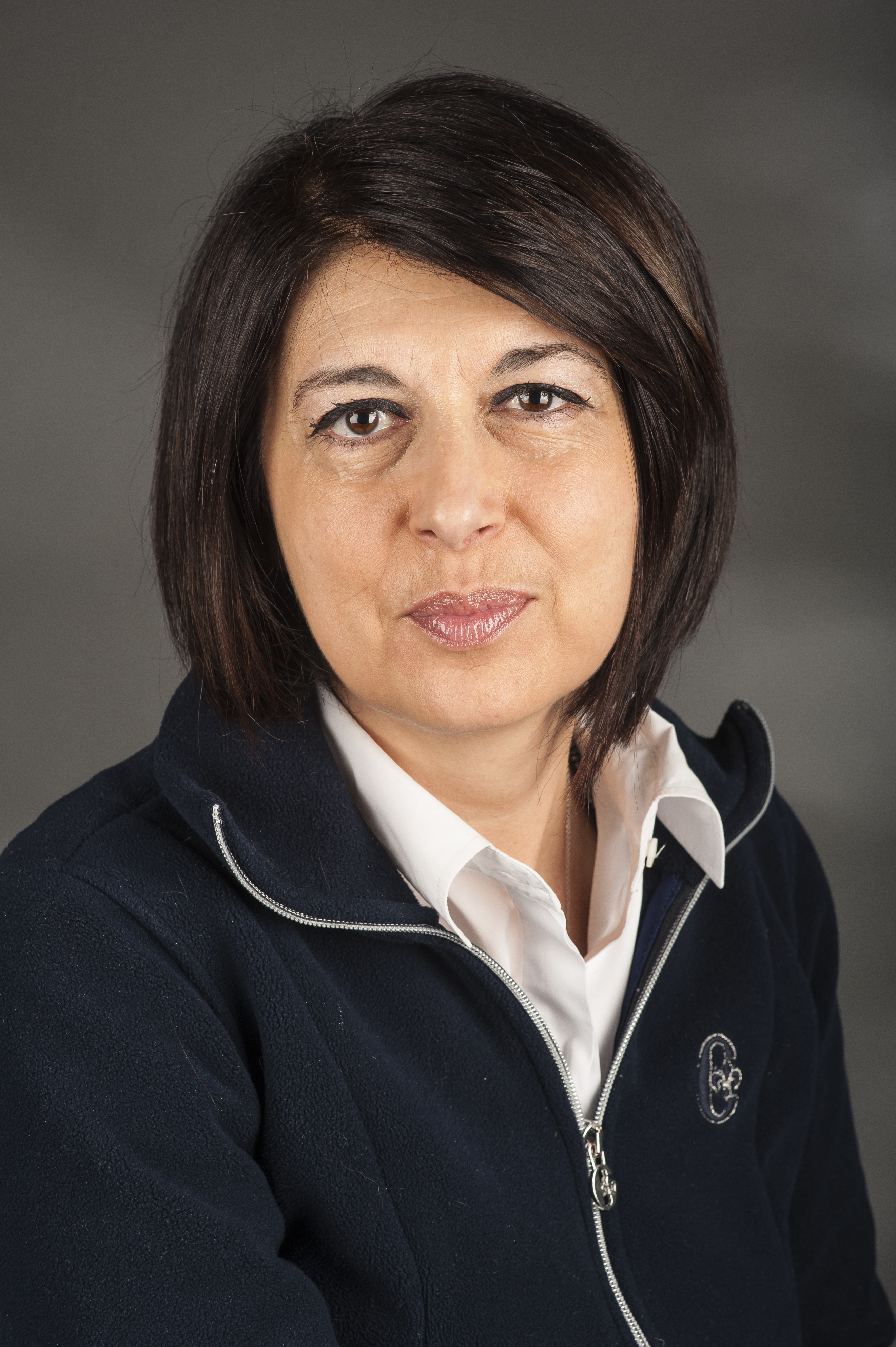
Roberta Angelilli (2014)

Roberta Angelilli (* 1. Februar 1965 in Rom) ist eine italienische Politikerin und Mitglied des Europäischen Parlaments für die Alleanza Nazionale. Angelilli wurde 1994 erstmals für Mittelitalien in das Europäische Parlament gewählt. Dort gehört sie von 2004 bis 2014 der Fraktion Union für ein Europa der Nationen an.

## Politische Laufbahn
Angelilli engagierte sich als Jugendliche seit Mitte der 1980er-Jahre als Freiwillige des Roten Kreuzes. Später war sie Mitbegründerin des Umweltverbandes Fare Verde und der internationalen Freiwilligenorganisation Movimento Comunità. Ihre parteipolitische Tätigkeit begann sie in Rom, parallel zu ihrem 1993 abgeschlossenen Studium der Politikwissenschaft, als Provinzialvorsitzende der Jugendorganisation Fronte della Gioventù der neofaschistischen Partei Movimento Sociale Italiano. Nach Umbenennung der Partei in Alleanza Nazionale im Jahr 1995 blieb Angelilli bis 1997 Präsidentin der parteieigenen Jugendorganisation Azione Giovani.
1994 wurde Angelilli erstmals in das Europäische Parlament gewählt, dem sie bis 2014 angehörte. 2006 wurde sie zur EP-Vertreterin im Europäischen Forum für die Rechte des Kindes bestellt, 2009 schließlich zur Vizepräsidentin des Europäischen Parlaments gewählt.
In Rom fungierte Angelilli 2008 als Beauftragte für die Rechte Minderjähriger im Kabinett des damaligen Bürgermeisters Gianni Alemanno. Innerhalb der Partei Alleanza Nazionale wurde sie 1998 zur Verantwortlichen für Gemeinschaftspolitik der römischen Parteisektion ernannt. 2005 wurde sie schließlich Mitglied im Parteivorstand. Im Jahr 2009 vollzog sie die Fusion von Alleanza Nazionale und Silvio Berlusconis Forza Italia zur Partei Il Popolo della Libertà mit. Nach der erneuten Parteispaltung im Jahr 2013 schloss sie sich der Partei Nuovo Centrodestra um Angelino Alfano an.

## Funktionen im Europäischen Parlament von 1994 bis 2014
- Mitglied im Präsidium des Europäischen Parlaments
- Mitglied im Ausschuss für bürgerliche Freiheiten, Justiz und Inneres
- Mitglied in der Delegation für die Beziehungen zu Afghanistan
- Stellvertreterin im Ausschuss für Beschäftigung und soziale Angelegenheiten
- Stellvertreterin im Ausschuss für die Rechte der Frau und die Gleichstellung der Geschlechter
- Stellvertreterin in der Delegation für die Beziehungen zu den Maghreb-Ländern und der Union des Arabischen Maghreb
- Stellvertreterin in der Delegation in der Parlamentarischen Versammlung der Union für den Mittelmeerraum